# شاهزاده حسین (قائن)
مزار شاهزاده حسین مربوط به دوره سلجوقیان است و در شهرستان قائنات، بخش مرکزی، جبهه شرقی شهر قاین، حدود ۵۰۰ متری مسجدجامع قاین واقع شده و این اثر در تاریخ ۲۰ اردیبهشت ۱۳۸۶ با شمارهٔ ثبت ۱۹۱۰۰ به‌عنوان یکی از آثار ملی ایران به ثبت رسیده است.